# Monterrubio (aceite)
Monterrubio es una indicación geográfica con denominación de origen protegida para los aceites de oliva vírgenes extra que, reuniendo las características definidas en su reglamento, hayan cumplido con todos los requisitos exigidos en el mismo. 

## Zona de producción
La zona de producción de los aceites de oliva amparados por la Denominación de Origen Monterrubio está constituida por terrenos ubicados en dieciséis términos municipales de las comarcas de La Serena, La Siberia y Campiña Sur de la provincia de Badajoz. La zona de elaboración y envasado coincide con la de producción.

## Variedades aptas
La elaboración de los aceites protegidos por la Denominación de Origen Monterrubio se realiza con aceitunas procedentes de las variedades Mollar, Corniche, Pico limón, Morilla, Cornicabra, Cornezuelo y Picual, siendo estas dos últimas las variedades principales.